# (14053) 1995 YS25
(14053) 1995 YS25 est un astéroïde de la ceinture principale d'astéroïdes découvert en 1995.

## Description
(14053) 1995 YS25 a été découvert le 27 décembre 1995 à l'observatoire astronomique de Bergisch Gladbach en Allemagne par Wolf Bickel.

### Caractéristiques orbitales
L'orbite de cet astéroïde est caractérisée par un demi-grand axe de 2,34 UA, un périhélie de 2,24 UA, une excentricité de 0,04 et une inclinaison de 5,68° par rapport à l'écliptique. Du fait de ces caractéristiques, à savoir un demi-grand axe compris entre 2 et 3,2 UA et un périhélie supérieur à 1,666 UA, il est classé, selon la JPL Small-Body Database, comme objet de la ceinture principale d'astéroïdes.

### Caractéristiques physiques
(14053) 1995 YS25 a une magnitude absolue (H) de 16,4 et un albédo estimé à 0,320.